# ウーヴェ・アンプラー
ウーヴェ・アンプラー（Uwe Ampler、1964年10月11日 - ）は、旧東ドイツ、ツェルプスト出身の元自転車競技（ロードレース）選手。

## 来歴
1981年
- ジュニア世界選手権自転車競技大会
  - チームタイムトライアル(TTT) 優勝

1982年
- ジュニア世界選手権自転車競技大会
  - TTT 優勝

1985年
- ピースレース（英語版） 総合3位

1986年
- ザクセンツアー 総合優勝
- ロードレース世界選手権
  -  アマ・個人ロードレース　優勝
  - アマ・TTT 3位

1987年
- ピース・レース 総合優勝
- 東ドイツ選手権 個人ロードレース 優勝

1988年
- ソウルオリンピック
  -  TTT 優勝（+ マリオ・クマー、ヤン・シューア、マイク・ランドズマン）
- ピース・レース 総合優勝

1989年
- ザクセンツアー 総合優勝
- 東ドイツ選手権 個人ロードレース 優勝
- ピース・レース 総合優勝

1990年、PDMと契約を結びプロ転向。
- ツール・ド・スイス 区間1勝（第10）

1991年、ヒストル・シグマに移籍。
- ツール・ド・フランス 総合32位

1992年、テレコムに移籍。
- グロサープライス・デス・カントン・アールガウ 優勝

1993年、テレコムから契約を打ち切られ、一旦、レースキャリアが途絶える。
1996年、勝手にドーピングの疑いをかけられたとして、当時テレコムのレースディレクターだったワルテル・ホデフロートと、同チームの担当医師を相手取って訴訟を起こしたが敗訴。
1997年、ムルスに移籍。
1998年
- ピース・レース 総合優勝

1999年、ザクセン・ツアー終了後、ステロイドの陽性反応が確認され 6ヶ月の出場停止処分が下ったことが契機となり、レースキャリアに幕を閉じた。